# Distretto di Luyando

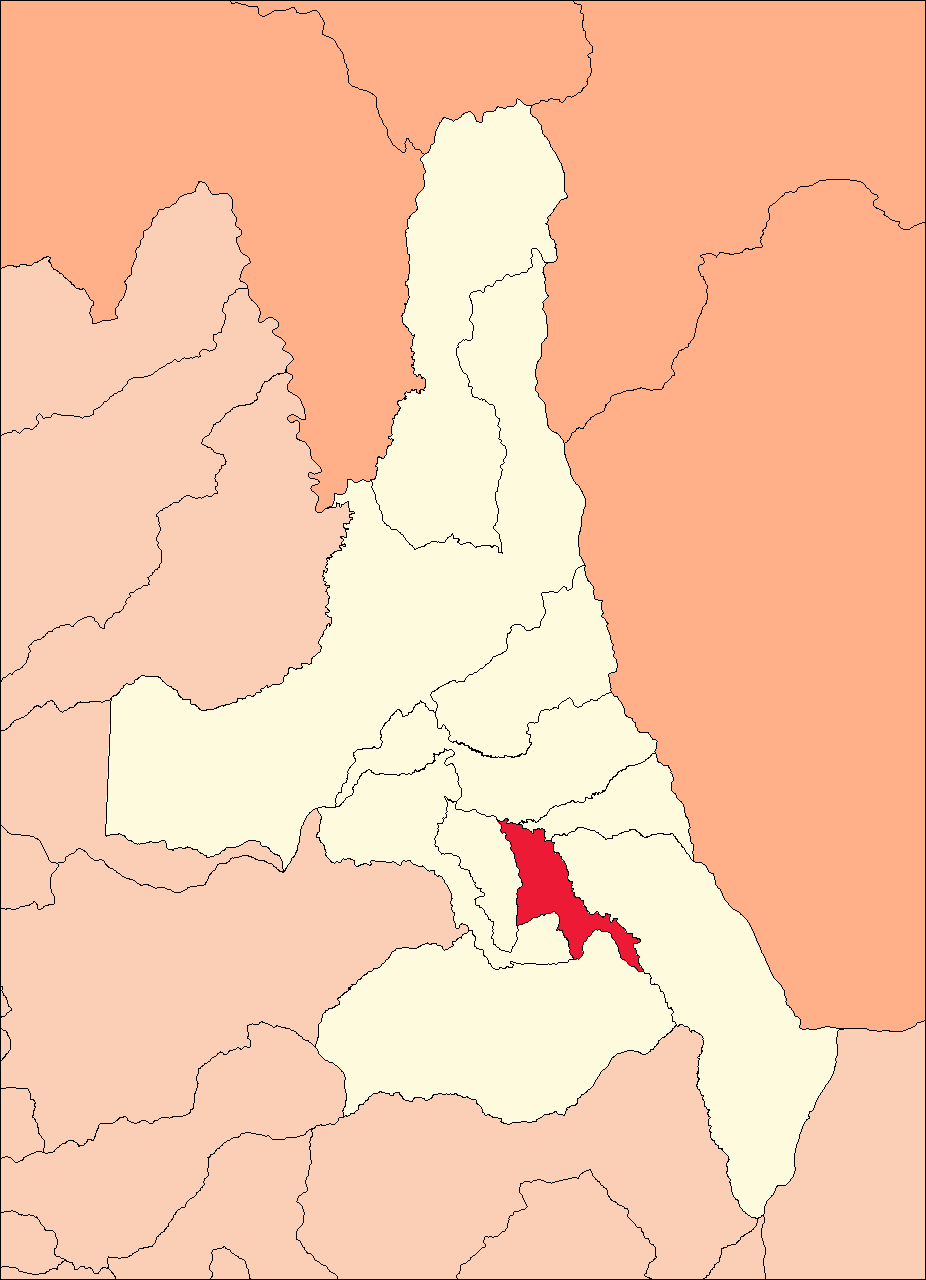
Area del distretto di Luyando all'interno della provincia di Leoncio Prado

Il distretto di Luyando è uno dei sei distretti della provincia di Leoncio Prado, in Perù. Si trova nella regione di Huánuco e si estende su una superficie di 100.32 chilometri quadrati.